# Пътна маркировка
Пътната маркировка се състои от линии, стрелки, символи и надписи, нанесени с боя или по друг начин върху пътното платно и пътните съоръжения.
Пътната маркировка се използва за:
1. създаване на организация на движението по пътищата чрез разделяне на платното за движение на пътни ленти;
2. обозначаване на пътните съоръжения;
3. информиране на участниците в движението, в т.ч. за направлението на пътя, за възможността за избор на посоки за движение, за наименования на населени места и други обекти и за посоките към тях, както и за даване на други необходими указания.

Пътната маркировка може да се използва самостоятелно или в съчетание с пътни знаци, светлинни сигнали и други средства за сигнализация.